# 立野村 (富山県)
立野村（たてのむら）は、かつて富山県西礪波郡にあった村。現在の高岡市西部に位置する立野地区である。

## 沿革
- 1889年（明治22年）4月1日 - 町村制の施行により、礪波郡立野村、東石堤村、渡り村、笹川村、高田新村、下開発村及び高田島村の区域の一部の区域をもって、礪波郡立野村が発足する。
- 1896年（明治29年）3月29日 - 郡制の施行のため、礪波郡が分割して、西礪波郡が発足により、西礪波郡に所属となる。
- 1955年（昭和30年）4月1日 - 高岡市に編入する。各大字は渡が上渡に改称されたほかは同市の大字として存続[4]。

## 村役場について
村役場については、1936年（昭和11年）3月4日に大字立野字東筋2814-1の27.6坪の宅地へ移転している（移転前は大字立野字東筋2793ｰ11に村役場があった）。

## 歴代村長
出典→
1. 日尾清太郎（1889年6月2日 - 1898年1月30日）
2. 米沢甚作（1898年3月9日 - 1904年10月3日）
3. 樋口幸助（1904年12月6日 - 1905年10月18日）
4. 中川萬次（1905年10月9日 - 1905年11月5日、西礪波郡書記〔職務管掌〕）
5. 日尾清太郎（1905年11月16日 - 1908年5月7日）
6. 塩谷松太郎（1908年5月8日 - 1908年7月5日、西礪波郡書記〔職務管掌〕）
7. 源與八（1908年7月6日 - 1911年8月22日）
8. 篠島豊次郎（1911年10月23日 - 1915年10月22日）
9. 源與八（1915年11月2日 - 1925年5月3日死去）
10. 日尾英吉（1925年12月21日 - 1933年12月10日）
11. 武内宇太郎（1933年12月11日 - 1937年2月5日〔1935年10月26日 - 1937年12月4日職務管掌〕）
12. 樋口幸助（1937年2月6日 - 1941年2月5日）
13. 日尾英吉（1941年2月6日 - 1946年12月4日）
14. 開発全蔵（1946年12月5日 - 1947年4月4日、代理）
15. 福沢秀成（1947年4月5日 - 1950年9月8日死去）
16. 荒木正雄（1950年10月24日 - 1954年10月24日）
17. 木原武（1954年10月25日 - 1955年3月31日）